# 6-й саміт G7

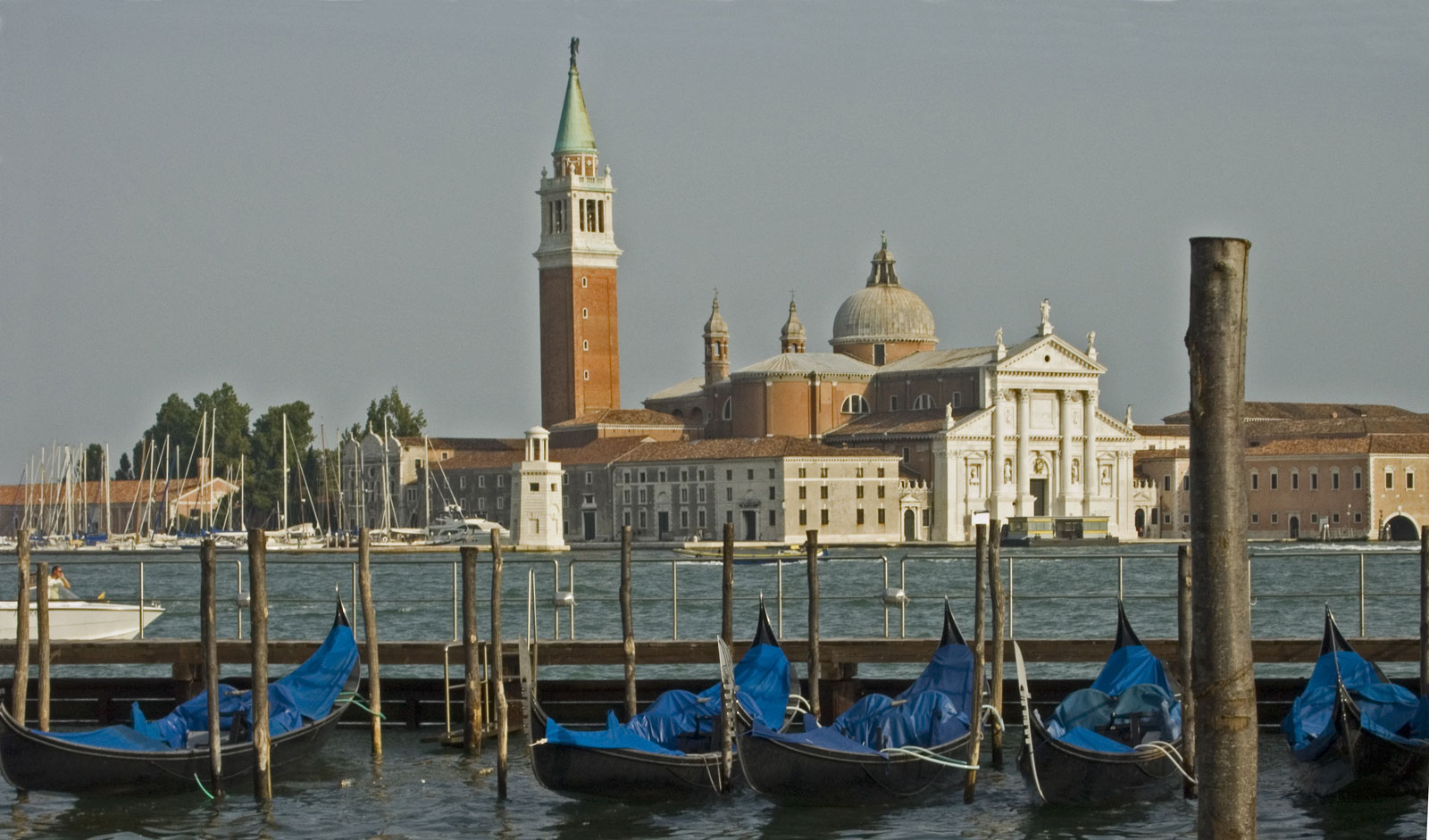

6-й саміт Великої сімки — зустріч на вищому рівні керівників держав Великої сімки, проходив 22-23 червня 1980 року в Венеції (Італія).

## Учасники
| Core G7 members   |                   |                       |                         |
| Учасник           | Учасник           | Представляє           | Посада                  |
| Канада            | Канада            | П'єр Трюдо            | Прем'єр-міністр         |
| Франція           | Франція           | Валері Жискар д'Естен | Президент               |
| Німеччина         | Німеччина         | Гельмут Шмідт         | Канцлер                 |
| Італія            | Італія            | Франческо Коссіґа     | Прем'єр-міністр         |
| Японія            | Японія            | Сабуро Окіта          | Міністр іноземних справ |
| Велика Британія   | Велика Британія   | Маргарет Тетчер       | Прем'єр-міністр         |
| США               | США               | Джиммі Картер         | Президент               |
| Європейський Союз | Європейський Союз | Рой Дженкінс          | Президент ЄС            |